# Linguaggio onorifico giapponese
Il linguaggio onorifico giapponese (敬語?, keigo, letteralmente "lingua di rispetto") è un insieme di modalità linguistiche utilizzate in giapponese per enfatizzare il rapporto interpersonale fra gli interlocutori, in relazione all'età, alla posizione sociale e al grado di intimità esistente. Può essere usato per esprimere alternativamente un atteggiamento di rispetto, umiltà, intimità o distacco.
Il linguaggio formale ha una funzione grammaticale importante anche se è di difficile applicazione per i giapponesi stessi.

## Tipi di linguaggio onorifico
In giapponese si distinguono abitualmente tre tipi di linguaggio onorifico:
- Il linguaggio di cortesia (丁寧語 teineigo) : Teineigo (forma cortese) con cui tramite l'uso dei verbi ausiliari “desu (です)”, “masu (ます)”, “gozaimasu (ございます・御座います)”, il parlante esprime rispetto verso l'ascoltatore.
- Il linguaggio rispettoso (尊敬語 sonkeigo) : Sonkeigo (forma onorifica) con cui si esprime rispetto verso qualcuno (a) usando parole speciali come “irassharu (いらっしゃる)”, “ossharu (おっしゃる・仰る)”, (b) usando dei prefissi o dei suffissi “go-shujin (ご主人)”, “oku-sama (奥様)”, (c) oppure usando verbi ausiliari come “-reru (れる)”, “-rareru (られる)”.
- Il linguaggio umile (謙譲語 kenjōgo o 謙遜語 kensongo) : Kenjogo (forma umile) con cui tramite parole particolari come “moushiageru (申し上げる)”, “itadaku (いただく・頂く)”, il parlante mostra un atteggiamento umile verso qualcuno. In questo caso il soggetto è sempre la 1ª persona.

Molti linguisti preferiscono però distinguere cinque tipi di linguaggio onorifico, includendo fra questi anche il linguaggio educato (丁重語 teichōgo) e il sistema dei vezzeggiativi (美化語 bikago). Dal punto di vista linguistico, il teineigo esprime l'attitudine dell'emittente (parlante) nei confronti del ricevente (interlocutore), mentre il sonkeigo e il kenjōgo quella nei confronti del referente (ciò di cui si parla). Tipicamente, le forme del teineigo possono essere alternativamente combinate con quelle del sonkeigo e del kenjōgo.
Tutti i tipi di linguaggio onorifico comportano modifiche morfologiche dei verbi, degli aggettivi e dei sostantivi. Queste modifiche sono realizzate attraverso l'uso di prefissi, suffissi e forme perifrastiche, secondo le modalità tipiche delle lingue agglutinanti. I prefissi più importanti sono お o e ご go, utilizzati rispettivamente per le parole di origine giapponese e cinese.

### Linguaggio di cortesia
Il teineigo è la forma di keigo più comune ed è quella che solitamente viene insegnata agli studenti di giapponese non-madrelingua. Serve ad esprimere un misto di rispetto e di distacco nei confronti dell'interlocutore, simile a quello che si ottiene in italiano con l'uso di "dare del lei".
Il teineigo è contraddistinto dall'utilizzo dell'ausiliare verbale ます masu (che diventa です desu per il verbo essere copulativo e per gli aggettivi).

### Linguaggio rispettoso
Il sonkeigo serve ad esprimere rispetto nei confronti dell'interlocutore (in modo più marcato del teineigo) e viene utilizzato per tutto ciò che fa riferimento ad esso. Non è mai impiegato per parlare di sé stessi. È il linguaggio utilizzato dai negozianti con i clienti, o dagli impiegati con i superiori. In generale, implica che il parlante sta agendo in senso professionale.
Il sonkeigo prevede la modifica delle forme verbali riferite all'interlocutore, che può avvenire secondo quattro modalità:
1. Sostituzione del verbo con un altro equivalente e più rispettoso. Esempio: 食べる taberu > 召し上がる meshiagaru ("mangiare").
2. Aggiunta della forma perifrastica になる ni naru alla forma continuativa del verbo (caratterizzata dall'uscita in -i), in combinazione con i prefissi お o oppure ご go. Esempio: 待つ matsu > お待ちになる o-machi ni naru ("aspettare").
3. Aggiunta dell'ausiliare です desu alla forma continuativa del verbo, sempre in combinazione con i prefissi お o oppure ご go. Esempio: 待つ matsu > お待ちです o-machi desu.
4. Utilizzo della forma passiva del verbo (caratterizzata dal suffisso -areru). Esempio: 待つ matsu > 待たれる matareru.

Anche i sostantivi subiscono delle modifiche, sebbene in modo non così generalizzato come i verbi:
1. Sostituzione dei sostantivi riferiti all'interlocutore con altri equivalente e più rispettosi. Esempio: 人 hito > 方 kata ("persona").
2. Utilizzo dei prefissi お o e ご go. Esempio: 車 "kuruma" > お車 "o-kuruma" ("automobile")

### Linguaggio umile
Il kenjōgo è usato in concomitanza con il sonkeigo quando ci si riferisce a sé stessi, per esprimere umiltà nei confronti dell'interlocutore. Non è mai impiegato in riferimento a quest'ultimo. In molti casi, questa forma implica l'intenzione di agire in favore dell'interlocutore, prendendosene cura e facendosi carico dei suoi problemi.
Come il sonkeigo, anche il kenjōgo prevede la modifica di alcune forme verbali, in questo caso quelle riferite al parlante. Le modalità utilizzate sono tre:
1. Sostituzione del verbo con un altro equivalente e più umili. Esempio: 見る miru > 拝見する haiken suru ("vedere").
2. Aggiunta della forma perifrastica 申し上げる mōshiageru alla forma continuativa del verbo, in combinazione con i prefissi お o oppure ご go. Esempio: 辞退する jitai suru >ご辞退申し上げる go-jitai mōshiageru ("rifiutare")
3. Aggiunta degli ausiliari する suru, いたす itasu o いただくitadaku alla forma continuativa del verbo, sempre in combinazione con i prefissi お o oppure ご go. Esempio: 待つ matsu > お待ちする o-machi suru.

Nel kenjōgo i sostantivi riferiti al parlante sono generalmente sostituti con altri equivalenti e più umili. Esempio: 贈り物 okurimono ("regalo") > つまらない物 tsumaranai mono ("un pensiero da nulla").

## Utilizzo
A seconda della situazione, il discorso di una donna può contenere più onorifici di quello di un uomo. In particolare, in contesti informali, le donne sono più propense a usare un vocabolario educato e prefissi onorifici come gohan o taberu, che significa "mangiare il riso", mentre gli uomini possono usare un vocabolario meno educato come meshi o ku, con lo stesso significato. Questo fa parte di un modello generale di differenze nel linguaggio in base al genere. Tuttavia, in molti contesti, come il servizio clienti, la differenza tra il linguaggio maschile e quello femminile è minima o nulla.
Gli onori sono considerati estremamente importanti in un contesto aziendale. La formazione sul trattamento d'onore non viene solitamente insegnata a scuola o all'università, quindi gli stagisti dell'azienda vengono istruiti sul modo corretto di trattare con onore i clienti e i superiori.
Quando si usano forme educate o rispettose, il punto di vista del parlante è condiviso dai membri del suo gruppo (内 uchi), quindi i referenti all'interno del gruppo non usano appelli onorifici. Per esempio, i dipendenti della propria azienda sono trattati con umiltà quando parlano a un estraneo; allo stesso modo, i membri della famiglia dell'oratore sono trattati con umiltà quando si rivolgono agli ospiti.
Padroneggiare l'educazione e il trattamento d'onore è importante per funzionare nella società giapponese. Non essere abbastanza educati può essere offensivo, ed essere troppo educati può essere alienante (e quindi anche offensivo) o sembrare sarcastico. I bambini di solito parlano in modo semplice e informale, ma ci si aspetta che entro la fine dell'adolescenza padroneggino la cortesia e si rivolgano con deferenza. Le tendenze recenti indicano che l'importanza della cortesia non è più così elevata come un tempo, soprattutto nelle aree metropolitane. Gli standard sono applicati in modo incoerente agli stranieri, anche se la maggior parte dei libri di testo cerca di insegnare lo stile educato prima di prendere in considerazione l'insegnamento di qualsiasi altro stile.